# Наталія Янота
Марія Цецилія Наталія Янота (пол. Maria Cecilia Natalie Janotha, іноді Janothówna; 8 червня 1856, Варшава, Королівство Польське, Російська імперія — 9 червня 1932, Гаага, Нідерланди) — польська піаністка і композиторка. Дочка Юліуша Янота.

## Життєпис
Почавши займатися музикою під керівництвом батька, Янота потім навчалася в Берліні в Ернста Рудорфа і Вольдемара Баргіля, займалася також у Франкфурті-на-Майні під керівництвом Клари Шуман; стверджують, що їй дав кілька уроків Йоганнес Брамс. Дружні стосунки пов'язували Яноту з Ігнацієм Падеревським, який присвятив їй «Польські танці» Op. 5 (1881). Виступивши вперше на концертній сцені 1868 року, Янота успішно гастролювала Європою, зокрема її виступ 1874 року з оркестром Гевандгауса високо оцінили музичні критики. 1885 року Янота дістала посаду придворної піаністки в Берліні. Потім вона влаштувалася в Лондоні, де виступала, зокрема, в ансамблі зі скрипалькою Вільмою Нерудою і віолончелістом Альфредо Пьятті. Від 1916 року жила в Гаазі.
Композиторська спадщина Янота широка (кілька сотень п'єс), проте вичерпується фортепіанними творами, здебільшого легкими; деякі з них навіяні сілезьким музичним фольклором. 1906 року в англійському перекладі Яноти (не дуже вдалому) видано збірку листів Фридерика Шопена, укладену Станіславом Тарновським. Крім того, Янота переклала працю Яна Клечіньського «Найважливіші твори Шопена» англійською та німецькою.
Янота також була однією з перших польських альпіністок, протягом 1880—1883 років здійснила низку сходжень у Татрах, зокрема стала першою полькою, яка підкорила Герлаховський пік.